# Burgistein
Burgistein é uma comuna da Suíça, no Cantão Berna, com cerca de 1.065 habitantes. Estende-se por uma área de 7,5 km², de densidade populacional de 142 hab/km². Confina com as seguintes comunas: Gurzelen, Kirchdorf, Lohnstorf, Noflen, Riggisberg, Rüti bei Riggisberg, Seftigen, Wattenwil.
A língua oficial nesta comuna é o Alemão.